# The Blind Side
The Blind Side is een op feiten gebaseerde Amerikaanse drama- en sportfilm geschreven en geregisseerd door John Lee Hancock. Het verhaal is gebaseerd op het boek The Blind Side: Evolution of a Game, geschreven in 2006 door Michael Lewis.
Het verhaal volgt Michael Oher, een American-footballspeler die uitkomt voor Baltimore Ravens in de NFL, door zijn arme jeugdjaren, zijn jaren op de Wingate Christian School (een fictieve school, gebaseerd op de Briarcrest Christian School in de buitenwijken van Memphis) heen. Daarna wordt hij geadopteerd door Sean en Leigh Anne Tuohy waarna hij wordt beschouwd als meest veelbelovende speler van het college football.

## Rolverdeling
- Sandra Bullock als Leigh Anne Tuohy
- Tim McGraw als Sean Tuohy
- Quinton Aaron als Michael "Big Mike" Oher
- Jae Head als Sean "S.J." Tuohy, Jr.
- Lily Collins als Collins Tuohy
- Ray McKinnon als coach Burt Cotton
- Kim Dickens als Mrs. Boswell
- Adriane Lenox als Denise Oher
- Kathy Bates als Miss Sue
- Eaddy Mays als Elaine
- Robert "IronE" Singleton als Alton

### Coaches die zich zelf spelen
- Tommy Tuberville, toen coach van Auburn
- Nick Saban, toen coach van LSU
- Lou Holtz, toen coach van South Carolina
- Philip Fulmer, toen coach van Tennessee
- Houston Nutt, toen coach van Arkansas
- Ed Orgeron, toen coach van Ole Miss